# Praia do Almoxarife
Praia do Almoxarife es una freguesia portuguesa perteneciente al municipio de Horta, situado en la Isla de Faial, Región Autónoma de Azores. Posee un área de 10,04 km² y una población total de 746 habitantes (2001). La densidad poblacional asciende a 74,3 hab/km². Posee 597 electores inscritos.
- Datos: Q1997380
- Multimedia: Praia do Almoxarife / Q1997380

1. ↑  Worldpostalcodes.org,código postal n.º 9900-451.